# Klaus Mertens (Schauspieler)
Klaus Mertens (* 25. Januar 1929 in Rostock; † 27. April 2003 in Berlin) war ein deutscher Schauspieler und Synchronsprecher. Er spielte 35 Jahre an der Volksbühne Berlin, wirkte in Kino- und Fernsehfilmen mit und arbeitete als Synchronsprecher.

## Leben und Wirken
Klaus Mertens erhielt seine erste Filmrolle 1953 in dem DEFA-Film Das kleine und das große Glück unter der Regie von Martin Hellberg. Später spielte er in weiteren DEFA-Filmen und in über 30 Fernsehfilmen.
Nach Theaterengagements in Frankfurt (Oder), Halberstadt, Görlitz, Schwerin und Erfurt erhielt er 1968 ein festes Engagement an der Volksbühne Berlin, wo er bis zu seinem Tod über 80 Rollen spielte. Er arbeitete unter dem Künstlerischen Leiter und Intendanten Benno Besson und spielte in Inszenierungen von Manfred Karge, Matthias Langhoff und Fritz Marquardt. Nach der Wende war sein weiteres Engagement zunächst ungewiss, er wurde jedoch von Intendant Frank Castorf übernommen und spielte unter der Regie von Frank Castorf, Christoph Marthaler, Christoph Schlingensief, Johann Kresnik, Herbert Fritsch und Andreas Kriegenburg.
Klaus Mertens führte auch in einigen kleineren Stücken Regie, so in Die betrogene Stiefmutter oder Eine Posse nach Wunsch nach Julius von Voß, in Der letzte der feurigen Liebhaber von Neil Simon und in dem Zweipersonen-Stück Geliebter Lügner von Jerome Kilty, das 1994 auch im Palais am Festungsgraben aufgeführt wurde. In dem intermedialen Kunstprojekt hamlet_X spielte er unter der Regie von Herbert Fritsch die Rolle des Polonius.
Am 16. Januar 2003 stand er in der 169. Vorstellung von Murx den Europäer! Murx ihn! Murx ihn! Murx ihn! Murx ihn ab! zum letzten Mal auf der Bühne.

## Theater (Auswahl)
Städtische Bühnen Erfurt
- 1962: Erwin Strittmatter: Die Holländerbraut (Baron) – Regie: Walter Niklaus
- 1962: Johann Wolfgang von Goethe: Urfaust (Mephisto) – Regie: Horst Ludwig (auf den Domstufen)
- 1962: Lucie Taubová: Die Heirat des Heiratsschwindlers (Alois Klapatschek) – Regie: Klaus Martin Boestel
- 1962: Friedrich Schiller: Kabale und Liebe (Hofmarschall von Kalb) – Regie: Klaus Martin Boestel
- 1963: Johann Nestroy: Der böse Geist Lumpacivagabundus (Schneidergeselle Zwirn) – Regie: Horst Ludwig
- 1963: Lajos Mesterhazy: Das elfte Gebot (Zoltán) – Regie: Walter Niklaus
- 1964: Friedrich Schiller: Die Räuber (Spiegelberg) – Regie: Klaus Martin Boestel
- 1965: Christian Collin: Die Geier der Helen Turner (Börsenmakler Charles Carner) – Regie: Horst Ludwig (Uraufführung)
- 1965: Johann Nestroy: Der Talisman (Monsieur Marquis, Friseur) – Regie: Wolf-Dietrich Köllner
- 1966: William Shakespeare: Ein Sommernachtstraum (Zettel, Weber) – Regie: Albert R. Pasch
- 1967: Claus Hammel: Ein Yankee an König Artus’ Hof (Sagramor) – Regie: Dieter Wardetzky (Uraufführung)
- 1967: Schlacht der Gewohnheiten – Kabarettprogramm Nr. 3 – auch Regie
- 1967: Friedrich Schiller: Die Verschwörung des Fiesko zu Genua (Graf Lomellino) – Regie: Klaus Martin Boestel
- 1967: Rainer Kirsch: Der Soldat und das Feuerzeug (Feldwebel) – Regie: Dieter Wardetzky (Uraufführung)
- 1968: Robert Planchon, Claude Lauchy: Die drei Musketiere (Athos) – Regie: Dieter Wardetzky

weitere Theaterrollen
- 1968: Von Riesen und Menschen (LPG-Vorsitzender) von Horst Kleineidam, Regie: Karl Gassauer
- 1968: V wie Vietnam von Armand Gatti, Regie: Hans-Joachim Martens und Wolfgang Pintzka
- 1968: Troilus und Cressida von William Shakespeare, Regie: Hannes Fischer
- 1969: Der Wald von Alexander Ostrowski, Regie: Manfred Karge und Matthias Langhoff
- 1970: Der Arzt wider Willen von Molière, Regie: Benno Besson
- 1970: Die Räuber von Friedrich Schiller, Regie: Manfred Karge und Matthias Langhoff
- 1970: Weiberkomödie von Heiner Müller, Regie: Fritz Marquardt
- 1970: Avantgarde (Gießer) von Walentin Katajew, Regie: Fritz Marquardt
- 1970: Der gute Mensch von Sezuan von Bertolt Brecht, Regie: Benno Besson
- 1971: Eisenwichser (Meister) von Heinrich Henkel, Regie: Werner Tietze
- 1972: Die Wildente von Henrik Ibsen, Regie: Manfred Karge und Matthias Langhoff
- 1973: Britannicus von Jean Racine, Übersetzung von Christoph Hein, Regie: Brigitte Soubeyran
- 1973: Das letzte Paradies von André Müller, Regie: Benno Besson
- 1974: Speckhut (Gefangener) von Francisco Pereira da Silva, Regie: Manfred Karge/Matthias Langhoff
- 1976: Die deutschen Kleinstädter von August von Kotzebue, Regie: Helmut Straßburger
- 1977: Veilchen (Nowossoljow) von Walentin Katajew, Regie: Edwin Marian
- 1978: Ende gut, alles gut von William Shakespeare, Regie: Helmut Straßburger und Ernstgeorg Hering
- 1980: Der Biberpelz von Gerhart Hauptmann, Regie: Helmut Straßburger und Ernstgeorg Hering
- 1980: Der Geizige von Molière, Regie: Werner Tietze
- 1980: Berlin Alexanderplatz nach Alfred Döblin, Regie: Helmut Straßburger und Ernstgeorg Hering
- 1981: Amapola (Notar) von Omar Saavedra Santis, Regie: Helmut Straßburger und Ernstgeorg Hering
- 1981: Der Klatsch von Carlo Goldoni, Regie: Werner Tietze
- 1985: Der eingebildete Kranke von Molière, Regie: Horst Bonnet
- 1986: Die Vögel von Aristophanes, Regie: Helmut Straßburger und Ernstgeorg Hering
- 1986: So eisern mein Himmel ist, desto steinern bin ich …, eine Hölderlin-Collage, Regie: Fritz Göhler
- 1988: Wassa Schelesnowa von Maxim Gorki, Regie: Barbara Abend (Theater im Palast)
- 1992: König Lear von William Shakespeare, Regie: Frank Castorf
- 1992: 100 Jahre CDU – Spiel ohne Grenzen von Christoph Schlingensief, Regie: Christoph Schlingensief
- 1993: Die rausfallenden alten Weiber nach Daniil Charms, Regie: Herbert Fritsch
- 1993: Rosa Luxemburg – Rote Rosen für dich nach einem Libretto von George Tabori, Regie: Johann Kresnik
- 1993: Der gute Mensch von Sezuan von Bertolt Brecht, Regie: Andreas Kriegenburg
- 1994: Boris Godunow von Alexander Puschkin, Regie: Gero Troike
- 1994: Der Eindringling – Ein Jubiläumskonzert in zwei Aufzügen nach Karl Valentin und Maurice Maeterlinck, Regie: Christoph Marthaler
- 1995: Golden fließt der Stahl / Wolokolamsker Chaussee von Karl Grünberg und Heiner Müller, Regie: Frank Castorf
- 1995: Die Stunde Null oder Die Kunst des Servierens, Regie: Christoph Marthaler
- 1996: Des Teufels General von Carl Zuckmayer, Regie: Frank Castorf
- 1997: Drei Schwestern von Anton Tschechow, Regie: Christoph Marthaler
- 1998: Flashback von Stefan Pucher unter Verwendung von Texten von Rolf Dieter Brinkmann und Alexa Hennig von Lange, Regie: Stefan Pucher
- 1998: Die toten Seelen nach Nikolai Gogol, in Zusammenarbeit mit dem Teatr Kreatur, Regie: Andrej Woron
- 2000: Baal von Bertolt Brecht, Regie: Thomas Bischoff
- 2002: Der Meister und Margarita nach Michail Bulgakow, Regie: Frank Castorf

## Filmografie

### DEFA-Spielfilme
- 1953: Das kleine und das große Glück, Regie: Martin Hellberg
- 1972: Trotz alledem!, Regie: Günter Reisch
- 1979: Das Ding im Schloß, Regie: Gottfried Kolditz
- 1982: Das Fahrrad, Regie: Evelyn Schmidt
- 1985: Der Bärenhäuter, Regie: Walter Beck
- 1990: Der Streit um des Esels Schatten, Regie: Walter Beck

### Fernsehfilme und Fernsehserien
- 1968: Stunde des Skorpions (Fernsehserie)
- 1971: Avantgarde (Theateraufzeichnung)
- 1971: Der Arzt wider Willen (Theateraufzeichnung)
- 1972: Polizeiruf 110: Die Maske, Regie: Helmut Krätzig
- 1972: Anfang am Ende der Welt, Regie: Achim Hübner
- 1973: Das Licht der Schwarzen Kerze (Fernsehfilm)
- 1974: Mein lieber Mann und ich, Regie: Klaus Gendries
- 1974: Die Frauen der Wardins (dreiteiliger Fernsehfilm)
- 1975: Die Wildente (Theateraufzeichnung)
- 1975: Kriminalfälle ohne Beispiel: Mord im Märkischen Viertel (Fernsehreihe)
- 1975: Polizeiruf 110: Das letzte Wochenende, Regie: Hans Joachim Hildebrandt
- 1976: Die Forelle, Regie: Thomas Langhoff
- 1976: Polizeiruf 110: Vorurteil?, Regie: Hans Knötzsch
- 1976: Jede Woche Hochzeitstag (Fernsehfilm)
- 1977: Viechereien, Regie: Otto Holub
- 1977: Dantons Tod (Studioaufzeichnung)
- 1977: Der rasende Roland, Regie: Edgar Kaufmann
- 1978: Oh, diese Tante, Regie: Konrad Petzold
- 1979: Spuk unterm Riesenrad (7 Folgen), Regie: Günter Meyer
- 1979: Karlchen, durchhalten, Regie: Siegfried Hartmann
- 1980/1990: Der Staatsanwalt hat das Wort: Risiko (Fernsehreihe)
- 1980: Unser Mann ist König (Fernsehserie)
- 1980: Draußen im Heidedorf, Regie: Jens-Peter Proll
- 1981: Schauspielereien – Auf ein Neues, Regie: Hubert Kreuz
- 1982: Hotel Polan und seine Gäste, Regie: Horst Seemann
- 1982: Spuk im Hochhaus, Regie: Günter Meyer
- 1982: Wenn’s donnert, blüht der Gummibaum, Regie: Günter Meyer
- 1983: Die lieben Luder, Regie: Helmut Krätzig
- 1983: Der Biberpelz, Theaterregie: Helmut Straßburger und Ernstgeorg Hering
- 1983: Mathilde Möhring
- 1984: Front ohne Gnade (Fernsehserie), Regie: Rudi Kurz
- 1984: Polizeiruf 110: Schwere Jahre (1. Teil), Regie: Hans Joachim Hildebrandt
- 1985: Geschichten übern Gartenzaun (7 Folgen), Regie: Horst Zaeske
- 1985: Zwei Nikoläuse unterwegs, Regie: Dieter Knust
- 1986: Ein idealer Gatte (Studioaufzeichnung)
- 1987: Die Brummeisenprinzessin, Regie: Ursula Schmenger
- 1988: Bereitschaft Dr. Federau – Verklemmung, Regie: Horst Zaeske
- 1991: Agentur Herz – Eine Feier für Meyer, Regie: Peter Wekwerth
- 1991: Jugend ohne Gott, nach dem Roman von Ödön von Horváth, Regie: Michael Knof
- 1995: Nikolaikirche, Regie: Frank Beyer
- 1996: Die Stunde Null oder Die Kunst des Servierens, Theaterregie: Christoph Marthaler
- 1997: Des Teufels General, Theaterregie: Frank Castorf
- 1998: Abgehauen, Regie: Frank Beyer

### Synchronarbeiten
- 1968: Paul Hagen (Wirt) in Die Olsenbande
- 1968/1969: Rudolf Somogyvári (MZ/X) in Heißer Draht ins Jenseits (13 Episoden)
- 1969: Ove Sprogøe (Egon Olsen) in Die Olsenbande in der Klemme
- 1975: Paul Hagen (Godtfredsen) in Die Olsenbande stellt die Weichen
- 1978–1981: Ladislav Chudík (Karel Sova) in Das Krankenhaus am Rande der Stadt
- 1984: Holger Juul Hansen (Hallandsen) in Die Olsenbande fliegt über die Planke
- 1988: Henry O’Neill (Bethel Hawkley) in Dick und Doof – Nichts als Ärger
- 1991–1994: Vlastimil Brodský (König Hyazinth II) in Die Rückkehr der Märchenbraut
- 1996: Philip Stone (Jetro) in Die Bibel – Moses

## Hörspiele
- 1973: Bertolt Brecht: Leben des Galilei  – Regie: Fritz Göhler (Rundfunk der DDR)
- 1974: Giorgio Bandini: Der verschollene Krieger (Don Felice) – Regie: Peter Groeger (Hörspiel – Rundfunk der DDR)
- 1976: Robert Soulat: Malembreuse oder Die übertriebene Höflichkeit (Jean-Paul Millevaches) – Regie: Peter Groeger (Hörspiel – Rundfunk der DDR)
- 1985: Hans Siebe: Feuersteine (Angestellter) – Regie: Werner Grunow (Rundfunk der DDR)
- 1985: Wilhelm Hauff: Das kalte Herz (Schatzhauser) – Regie: Manfred Täubert (Rundfunk der DDR)
- 1986: Ilija Popovski: Wie Jovan ein Held wurde (Fürst) – Regie: Ingeborg Medschinski (Kinderhörspiel – Rundfunk der DDR)
- 1987: Michail Bulgakow: Die letzten Tage (Dubelt) – Regie: Ingeborg Medschinski (Hörspiel – Rundfunk der DDR)